# Cuarteto con piano n.º 2 (Mozart)

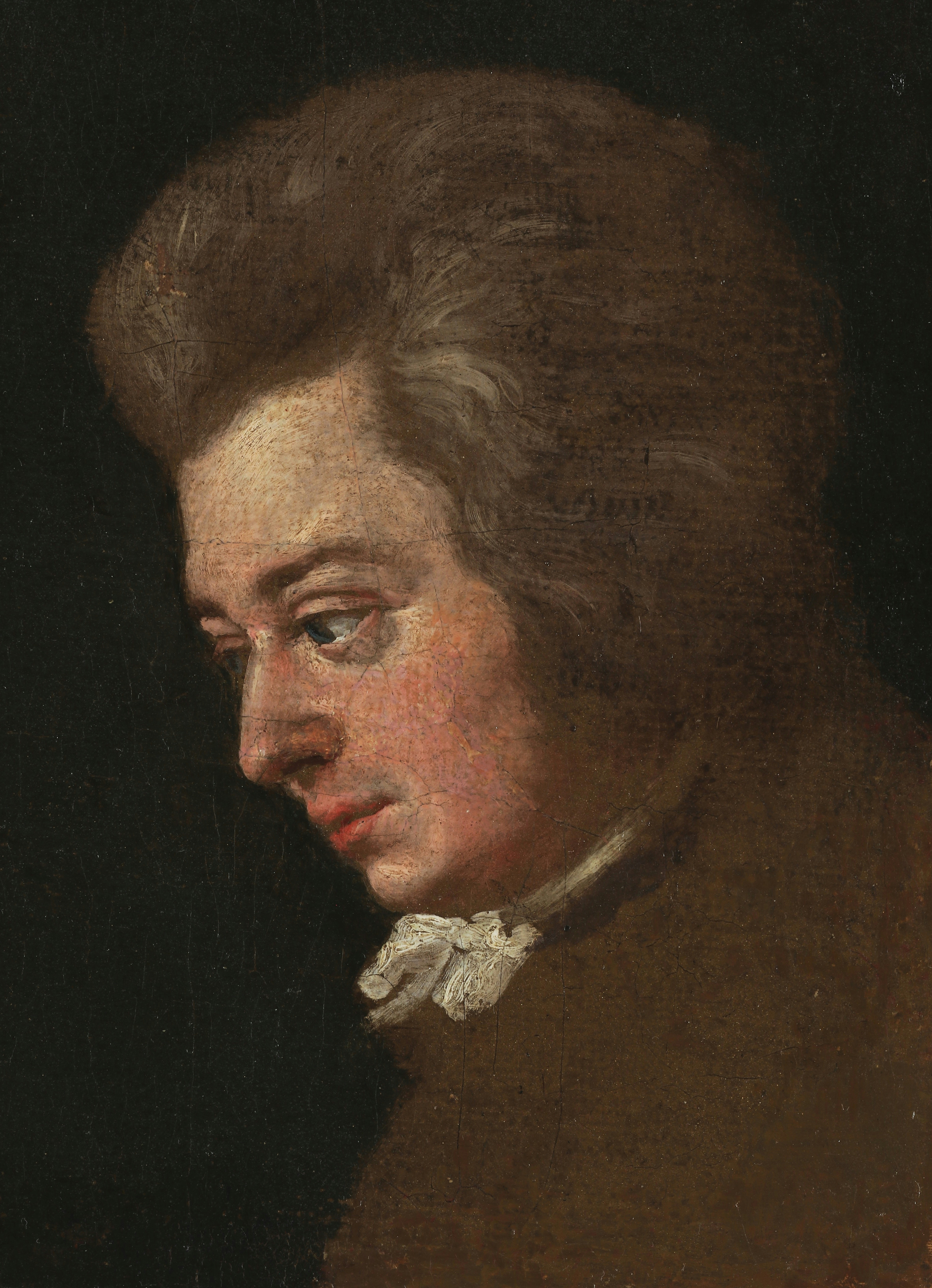
Wolfgang Amadeus Mozart

El Cuarteto con piano n.º 2 en mi bemol mayor, K. 493, de Wolfgang Amadeus Mozart fue escrito después de que el editor Franz Anton Hoffmeister eximiese a Mozart de la obligación de escribir tres cuartetos con piano que le había encargado en un principio.

## Composición y acogida
Mozart recibió en 1785 el encargo de escribir tres cuartetos por parte del editor Franz Anton Hoffmeister. Cuando el primer cuarteto fue terminado, Hoffmeister pensó que, dada la dificultad que entrañaba su interpretación, el público no lo compraría, por lo que eximió a Mozart de la obligación completar la serie. Sin embargo, nueve meses más tarde, Mozart compuso un segundo cuarteto en mi bemol mayor, KV 493.

## Estructura
La obra consta de tres movimientos:
- I. Allegro, 4/4
- II. Larghetto, 3/8, la bemol mayor
- III. Allegretto, 2/2

## Ediciones y versiones
La edición de Edition Peters presenta letras de ensayo a lo largo de toda la obra; la de Ernst Eulenburg posee números de compases pero no letras de ensayo, lo mismo que ocurre con la edición de Bärenreiter.

## Discografía
Antes de la aparición de los CD, casi todos los signos de repetición que aparecen en la partitura eran ignorados, de modo que la interpretación de la obra solía durar unos veinticuatro minutos, lo que permitía que esta pudiera grabarse en la cara de un disco de vinilo; la otra cara podría albergar así el n.º 1 (KV 478) de unos veintidós minutos (si también se ignoraban las repeticiones). En la actualidad, los CD permiten seguir todos los signos de repetición, por lo que la duración del cuarteto se extiende a treinta y seis minutos.
Alfred Brendel ha grabado esta obra con miembros del Cuarteto Alban Berg (sin el segundo violinista Gerhard Schulz); el disco de Angel Records incluye a Brendel y al cuarteto interpretando el Concierto para piano n.º 12 en la mayor, KV 414.
Sin embargo, es mucho más frecuente que este cuarteto aparezca con el cuarteto KV 478; así ocurre, por ejemplo, en las grabaciones del sello Hyperion con Paul Lewis y el Leopold String Trio, así como en la del sello Naxos, interpretado por el Menuhin Festival Piano Quartet.